# European XFEL

Die European-XFEL-Mitgliedsländer sind dunkelblau markiert.

Der European XFEL ist eine internationale Röntgenlaser-Forschungseinrichtung in Hamburg und Schenefeld, an der zwölf Länder beteiligt sind und die eng mit dem Forschungszentrum DESY und weiteren internationalen Partnern zusammenarbeitet. Die Bezeichnung XFEL kombiniert X-Ray, also Röntgenstrahlung, mit Free-Electron Laser, also Freie-Elektronen-Laser. In der Anlage sind mittels Röntgenblitzen dreidimensionale Detailaufnahmen von Molekülen, Zellen, Viren und chemischen Reaktionen möglich.

## Entstehung, Charakteristik, Umfang
Im Februar 2003 gab das Bundesministerium für Bildung und Forschung „grünes Licht“ für eine Röntgenlaser-Einrichtung, die als europäisches Projekt bei DESY verwirklicht werden soll. Der European XFEL ist eine 3,4 km lange Anlage, mit der Laserstrahlung mit Wellenlängen von 0,05 bis 4,7 Nanometern (Röntgenstrahlung) erzeugt werden kann. Die Tunnel reichen vom DESY-Gelände in Hamburg bis ins schleswig-holsteinische Schenefeld, wo sich der Forschungscampus mit einer unterirdischen Experimentierhalle befindet. Die Bauarbeiten für die größtenteils unterirdische Anlage dauerten von 2009 bis 2016. Die feierliche Eröffnung mit Vertretern aus Politik und Wissenschaft fand im Oktober 2016 statt. Im Mai 2017 wurde der erste Röntgenlaserstrahl erzeugt, Anfang September 2017 wurde die Anlage offiziell eingeweiht und der Forschungsbetrieb begonnen.

### Finanzierung
Die Baukosten einschließlich der Inbetriebnahme betrugen laut Internetseite der Forschungseinrichtung 1,22 Milliarden Euro (Preisniveau des Jahres 2005). Davon trug Deutschland (Bund, Hamburg und Schleswig-Holstein) als Sitzland 58 Prozent, der Rest wurde von den Partnerländern finanziert. Russland übernahm 27 Prozent, die anderen Partner zwischen je einem und drei Prozent. Insgesamt sind zwölf Länder am European XFEL beteiligt: Dänemark, Deutschland, Frankreich, Italien, Polen, Russland, Schweden, die Schweiz, die Slowakei, Spanien, Ungarn und das Vereinigte Königreich.

## Technik
Elektronen werden in einem 1,7 km langen Linearbeschleuniger auf Energien bis zu 17,5 GeV beschleunigt. Der Beschleuniger nutzt 768 supraleitende Resonatoren des TESLA-Typs, die in 96 Modulen zusammengefasst sind. Dieser Resonatortyp wird auch in der Vorgängeranlage, dem Freie-Elektronen-Laser FLASH am DESY, und in anderen Elektronenbeschleunigern (z. B. ELBE) erfolgreich eingesetzt. Der beschleunigte Elektronenstrahl durchläuft wahlweise einen von derzeit drei verschiedenen Undulatoren und erzeugt dadurch Pulse von Synchrotronstrahlung im Röntgenbereich mit Wellenlängen von 0,05 bis 4,7 Nanometer (Photonenenergie 0,26 bis 25 keV) und Pulsdauern von unter 100 Femtosekunden. Die Folgefrequenz beträgt 27000 pro Sekunde.

## Anwendungen
Aufgrund der kurzen Wellenlänge, der hohen Brillanz und der geringen Dauer der Röntgenpulse im Femtosekunden-Bereich hat die Einrichtung vielfältige Anwendungen in der Forschung in Fachgebieten wie der Physik, Chemie, Materialwissenschaft, Biologie und Nanotechnologie. An derzeit sieben Messplätzen sind Forscher in der Lage, chemische Reaktionen zu filmen und dreidimensionale Aufnahmen von Strukturen im Nanometerbereich, wie z. B. von Molekülen, zu machen. Hierdurch sollen neue Einblicke in Nanomaterialien, Biomoleküle und chemische Reaktionen gewonnen werden, mit deren Hilfe sich neue Materialien in den Bereichen IT, Medizin und Energieforschung entwickeln lassen.

## Experimentierstationen
European XFEL verfügt über sieben Experimentierstationen, die von Forschenden aus der ganzen Welt genutzt werden.

### Femtosecond X-ray Experiments (FXE)
Die FXE-Experimentierstation ermöglicht ultraschnelle Pump-Probe-Experimente auf Zeitskalen unter 100 Femtosekunden.
Der Forschungsschwerpunkt von FXE liegt auf der Messung ultraschneller, oft nichtlinearer chemischer oder biochemischer Prozesse von Proben in Lösungen oder der kondensierten Materie mit Hilfe harter Röntgenstrahlung. Die Experimentierstation besteht aus zwei unabhängigen Röntgenemissionsspektrometern, die gleichzeitig mit einem großflächigen 1-Megapixel-Detektor für Streustudien verwendet werden können. Zur Anregung der Proben besitzt die Experimentierstation zudem einen ultraschnellen Laser, der von Ultraviolett UV bis Infrarot IR durchstimmbar ist.

### High Energy Density (HED) and HIBEF UC
Die Experimentierstation ist zusammen mit dem HIBEF-Nutzerkonsortium (HIBEF UC) eine einzigartige Plattform für Experimente, bei denen Materie unter extremen Druck-, Temperatur- oder elektrischen Feldbedingungen mit harter Röntgenstrahlung erforscht werden können. HED und das HIBEF-Nutzerkonsortium können dabei auf optische Hochenergielaser sowie gepulste Magnete zurückgreifen.
Wissenschaftliche Anwendungen sind Untersuchungen von Materie wie sie unter anderem auch im Inneren von Exoplaneten vorkommen kann, von Plasmen hoher Dichte sowie von Materie unter extremen Drücken oder hohen Magnetfeldern. Das erste Nutzerexperiment fand im Mai 2019 statt.
Seither wurden weitere Geräte in Betrieb genommen und optimiert, wie die Fokussierung, das Spektrometer, die Monochromatoren oder die Probenumgebungen. Das HIBEF-Nutzerkonsortium hat eine zweite Experimentierkammer mit Diamant-Ambosszellen beigesteuert sowie spezielle Lasersysteme und eine sogenannte Laserschockeinrichtung.

### Materials imaging and dynamics (MID)
Der Anwendungsbereich des MID-Experimentierstation sind materialwissenschaftliche Experimente, die die beispiellosen kohärenten Eigenschaften der Röntgenlaserstrahlen des European XFEL nutzen. Die wissenschaftlichen Anwendungen reichen von der Physik der kondensierten Materie, z. B. zur Untersuchung von Glasbildung oder Magnetismus, bis hin zu weichen, biologischen Materialien wie Kolloiden, Zellen oder Viren.
Bildgebung
Die Bildgebung deckt ein breites Spektrum von Techniken und wissenschaftlichen Bereichen ab. In vielen Fällen besteht das Ziel darin, eine 3D-Darstellung der untersuchten Struktur zu erhalten. Mit Hilfe von Phase Retrieval-Methoden ist es möglich, von den gemessenen Beugungsmustern im reziproken Raum zu einer Visualisierung des streuenden Objekts im realen Raum überzugehen.
Dynamik
Die komplexe Dynamik im Nanomaßstab ist von grundlegendem Interesse für die Wissenschaft der kondensierten Materie. Sie umfasst eine Vielzahl von Prozessen: vom viskoelastischen Fluss oder der Dissipation in Flüssigkeiten oder Gläsern bis hin zur Polymerdynamik, Proteinfaltung, kristallinen Phasenübergängen, ultraschnellen Spinübergängen, Domänenwanddynamik, magnetischem Domänenwechsel und vielem mehr. Die extrem brillanten und hochkohärenten Röntgenstrahlen des European XFEL eröffnen ungeahnte Möglichkeiten zur Untersuchung der Dynamik ungeordneter Systeme bis hinunter zu atomaren Längenskalen, mit Zeitskalen von Femtosekunden bis zu Sekunden unter Verwendung von Techniken wie Röntgenphotonen-Korrelationsspektroskopie (XPCS).

### Spectroscopy and Coherent Scattering (SCS)
Die Experimentierstation für Spektroskopie und kohärente Streuung (SCS) ermöglicht zeitaufgelöste Experimente, um die elektronischen und strukturellen Eigenschaften komplexer Materialien, Moleküle oder Nanostrukturen in ihren grundlegenden Raum-Zeit-Dimensionen zu entschlüsseln.
Zu den wissenschaftlichen Zielen gehören unter anderem das Verständnis und die Kontrolle komplexer Materialien, die Untersuchung ultraschneller Magnetisierungsprozesse auf der Nanoskala, die Echtzeitbeobachtung chemischer Reaktionen in Flüssigkeiten sowie die Erforschung nichtlinearer Röntgenspektroskopietechniken, die bei optischen Wellenlängen einen Eckpfeiler bilden.
Die beiden SCS-Basisexperimentierstationen werden durch eine Chemiestation und ein hochauflösendes Spektrometer des Heisenberg-RIXS-Nutzerkonsortiums (hRIXS) ergänzt. Die Kombination von kohärenter Röntgenstreuung mit Spektroskopiemethoden ermöglicht es, sowohl atomare als auch elektronische Details und Dynamiken auf Femtosekunden-Zeitskalen mit räumlichen Auflösungen bis hinunter zu einigen Nanometern zu untersuchen.

### Single Particles, Clusters, and Biomolecules & Serial Femtosecond Crystallography (SPB/SFX)
Die Experimentierstation Single Particles, Clusters, and Biomolecules & Serial Femtosecond Crystallography (SPB/SFX) befasst sich in erster Linie mit der dreidimensionalen diffraktiven Abbildung und dreidimensionalen Strukturbestimmung von Objekten im Mikrometerbereich bis zu atomarer Auflösung.
Ein besonderer Schwerpunkt liegt auf biologischen Objekten – einschließlich Kristallen von Makromolekülen und makromolekularen Komplexen sowie Viren, Organellen oder Zellen – obwohl die Experimentierstation auch in der Lage ist, nicht-biologische Proben mit ähnlichen Techniken zu untersuchen. Darüber hinaus zielt die SPB/SFX-Experimentierstation darauf ab, die strukturelle Dynamik in diesen biologischen Systemen auf der Zeitskala von Millisekunden bis Femtosekunden zu untersuchen.

### Small Quantum Systems (SQS)
Die Experimentierstation ist für die Untersuchung grundlegender Prozesse der Licht-Materie-Wechselwirkung mit weichen Röntgenwellenlängen bestimmt. Typische Ziele sind isolierte Spezies in der Gasphase, wie Atome, Moleküle, Ionen, Cluster, Nanopartikel und große Biomoleküle.
Die Hauptanwendungen konzentrieren sich auf Prozesse, die bei der Bestrahlung mit ultrakurzen, hochintensiven Röntgenpulsen unter Verwendung einer Vielzahl von spektroskopischen Techniken auftreten. Insbesondere geht es um die Untersuchung nichtlinearer Phänomene wie Mehrfachionisierung oder Multiphotonenprozesse, zeitaufgelöste Experimente zur Verfolgung dynamischer Prozesse auf der Femtosekunden-Zeitskala sowie Untersuchungen mit kohärenten Streuungstechniken.
Die Experimente werden mit einer hochmodernen experimentellen Plattform durchgeführt, die die Vorteile der ultrakurzen Pulse, der extremen Brillanz und der hohen Kohärenz der weichen Röntgenpulse am European XFEL nutzt. Ein leistungsstarkes und abstimmbares optisches Lasersystem steht für zeitaufgelöste Studien zur Verfügung. Für spektroskopische Untersuchungen mit Elektronen, Ionen und Photonen steht ein breites Spektrum an experimentellen Techniken zur Verfügung, ebenso wie verschiedene Aufbauten zum Einführen der Proben. Das Design der Spektrometer wurde optimiert, um die Vorteile der hohen Repetitionsrate zu nutzen und verschiedene Arten von Koinzidenzmethoden zu ermöglichen. Die Verwendung weicher Röntgenphotonen ermöglicht die kontrollierte Anregung spezifischer elektronischer Unterschalen in atomaren und orts- oder elementspezifische Anregung in molekularen Targets.
Es werden Photonenenergien bis hinunter zur Stickstoffkante (400 eV) angeboten. Zirkulare Polarisation kann während des Laufs verfügbar werden.

### Soft X-ray port (SXP)
Die SXP-Experimentierstation ist als offener Port für weiche Röntgenstrahlung konzipiert und soll das wissenschaftliche Spektrum der beiden anderen, bereits in Betrieb befindlichen Basisinstrumente am SASE 3 Soft X-ray Undulator ergänzen, die sich auf die Physik der Atome, Moleküle und nichtlinearen Optik (siehe SQS) sowie der kondensierten Materie (siehe SCS) konzentrieren.
Die treibende Kraft hinter SXP kommt aus der Gemeinschaft der zeitaufgelösten Röntgen-Photoelektronenspektroskopie, die sich mit Schlüsselfragen der Dynamik der Materialwissenschaft an Oberflächen und Grenzflächen beschäftigt. Aber auch Vorschläge zur Untersuchung hochvalenter Metallintermediate in biologischen und anorganischen Katalysatoren zur Aktivierung chemischer Bindungen mittels Fluoreszenzspektroskopie werden verfolgt sowie die Erforschung hochgeladener Ionen im Lichte der Astrophysik. Die herausragenden Fähigkeiten des European XFEL ebnen den Weg für ultraschnelle Pump-Probe-Untersuchungen an der SXP-Experimentierstation, die intensive und durchstimmbare weiche Röntgenstrahlung mit vielseitigen optischen Laserkapazitäten kombiniert, die von zwei synchronisierten Femtosekunden-Lasersystemen bereitgestellt werden, deren Wellenlängenbereiche bis in den infraroten und extrem ultravioletten Bereich hinein erweitert werden können.

## Bilder

Bilder vom November 2015 am DESY
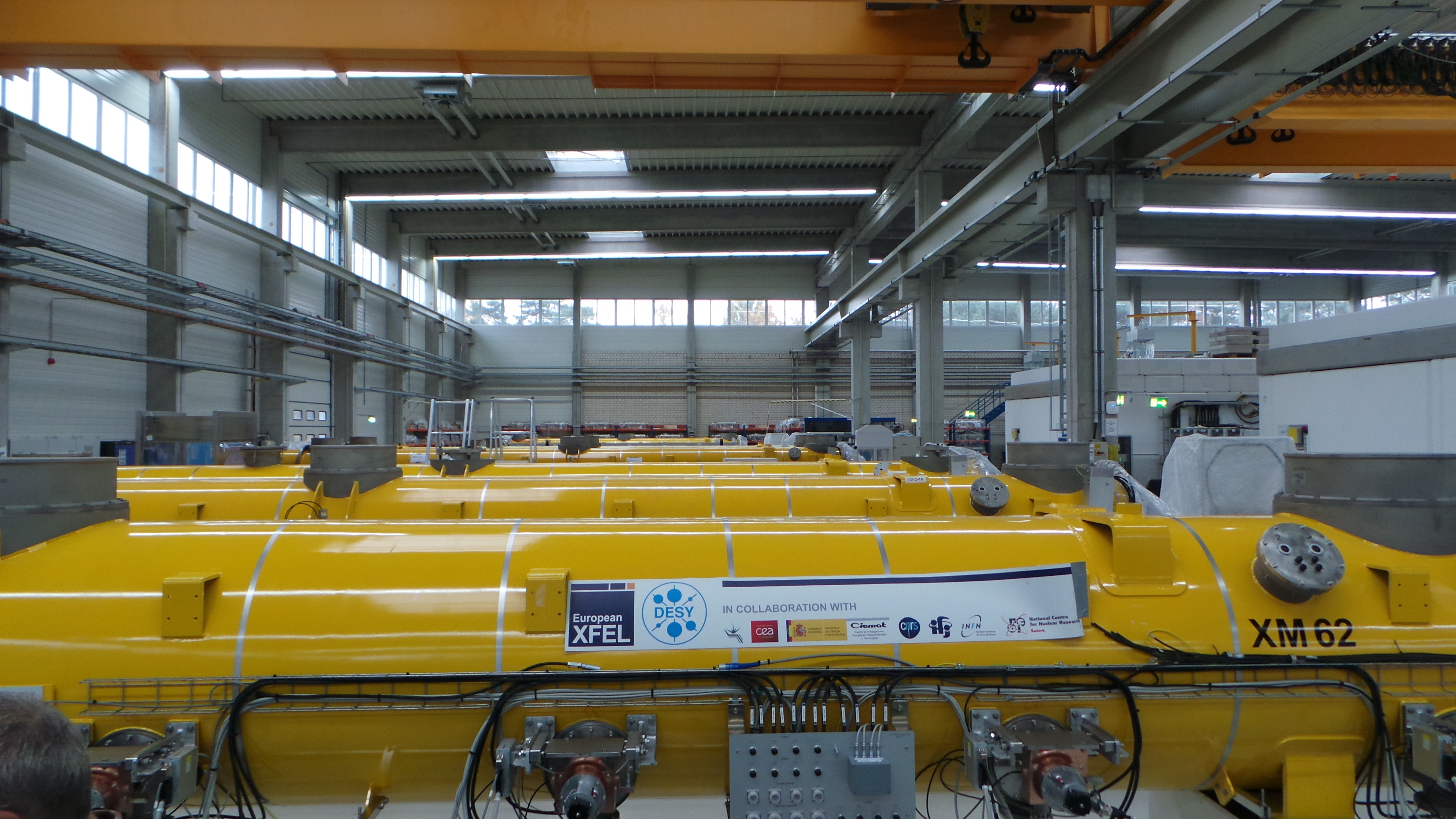
Linearbeschleunigermodule (XM62, …) vor dem Einbau
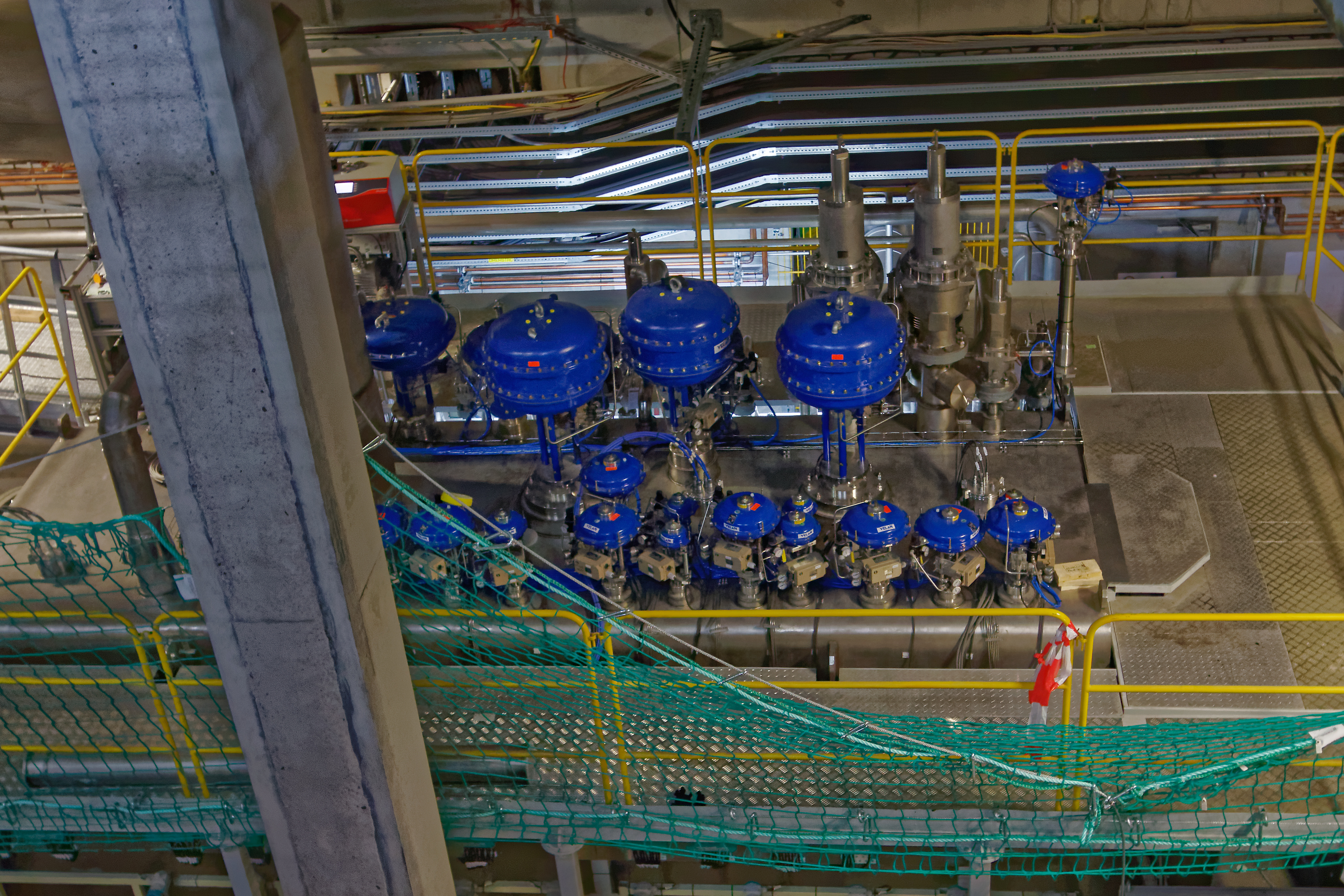
Zwischengeschoss Halle Bahrenfeld
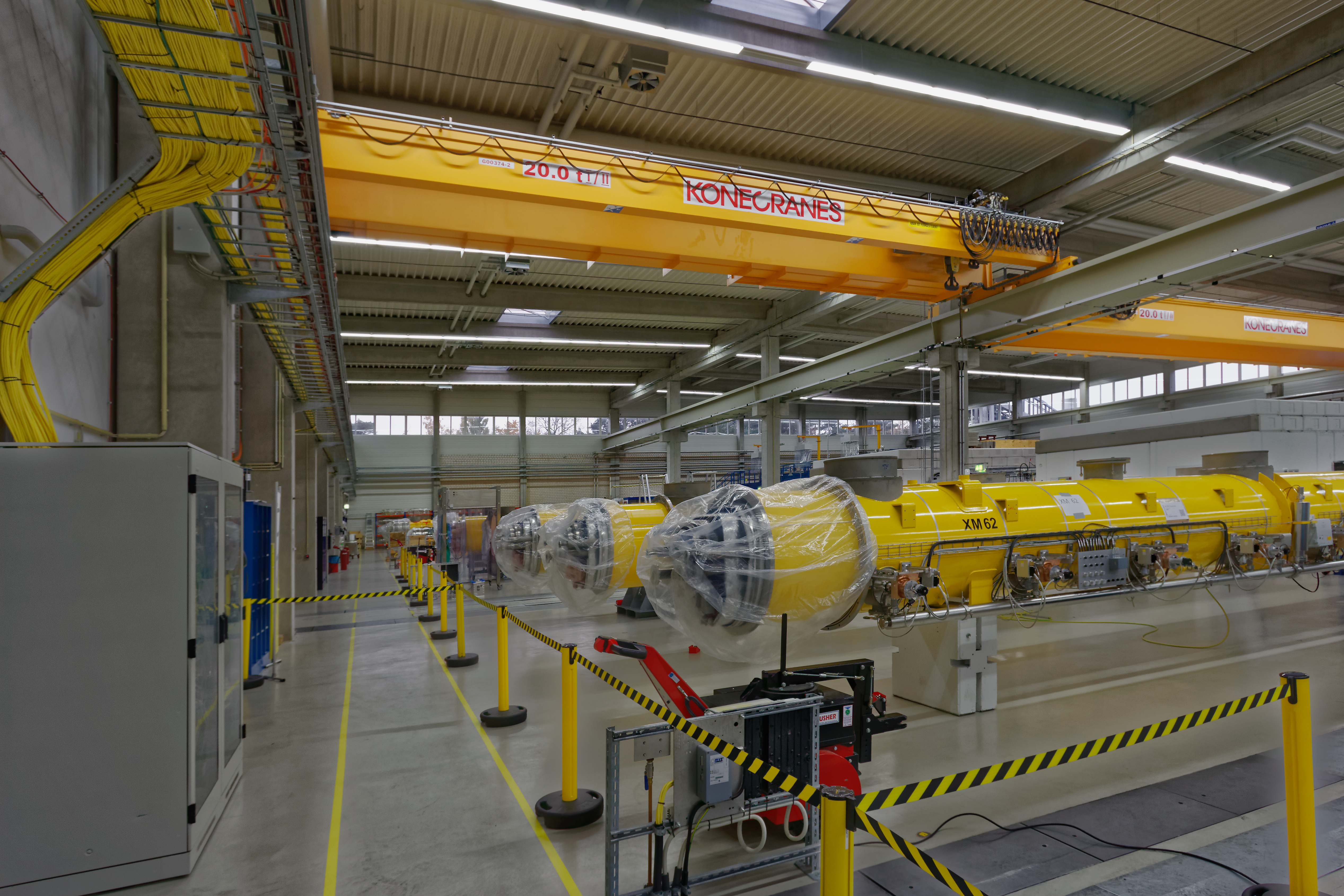
Beschleunigermodule (XM62, …) in Halle unter 20-t-Portalkran
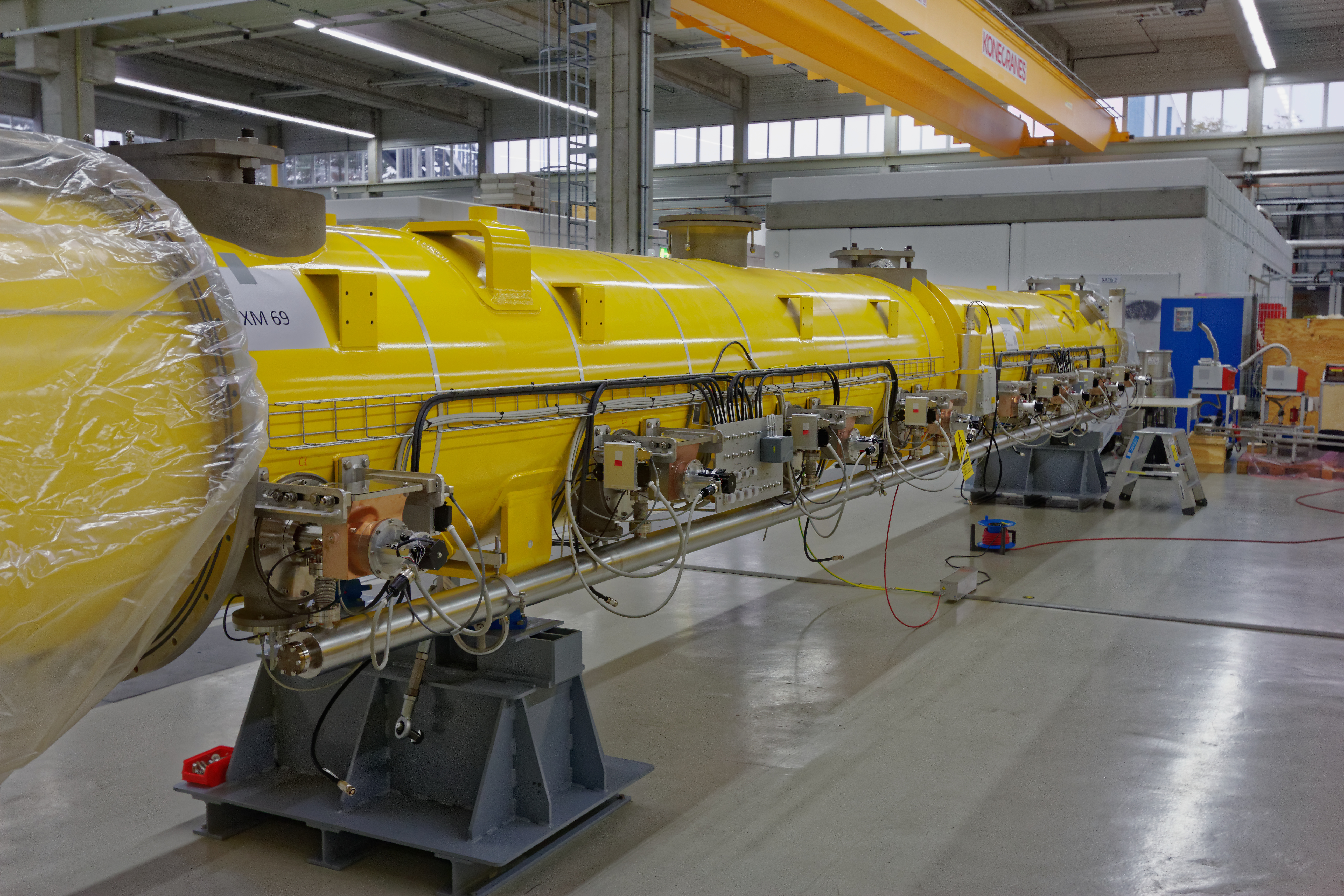
Beschleunigermodul XM69, aufgebockt
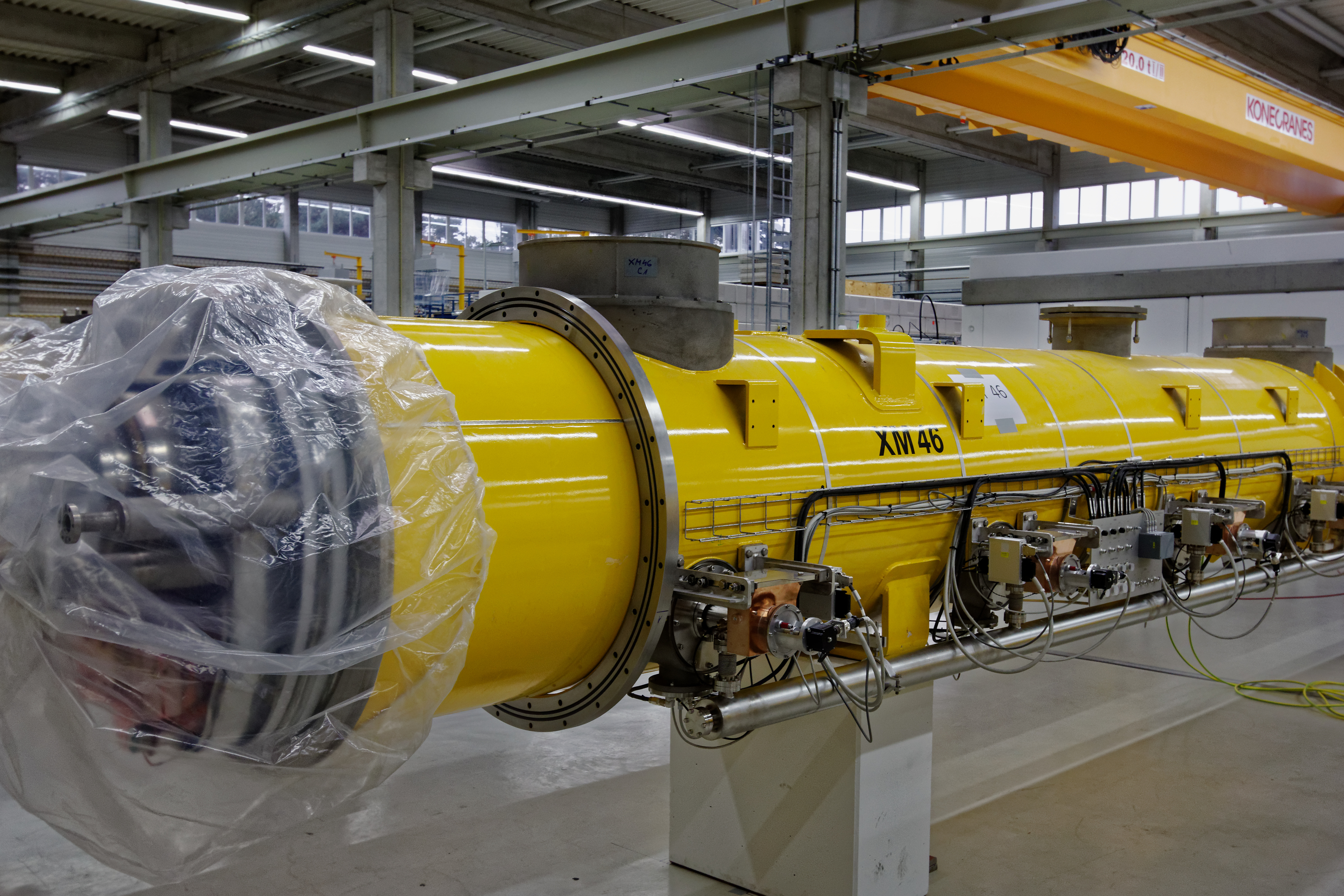
Beschleunigermodul XM46, Staubschutzhülle
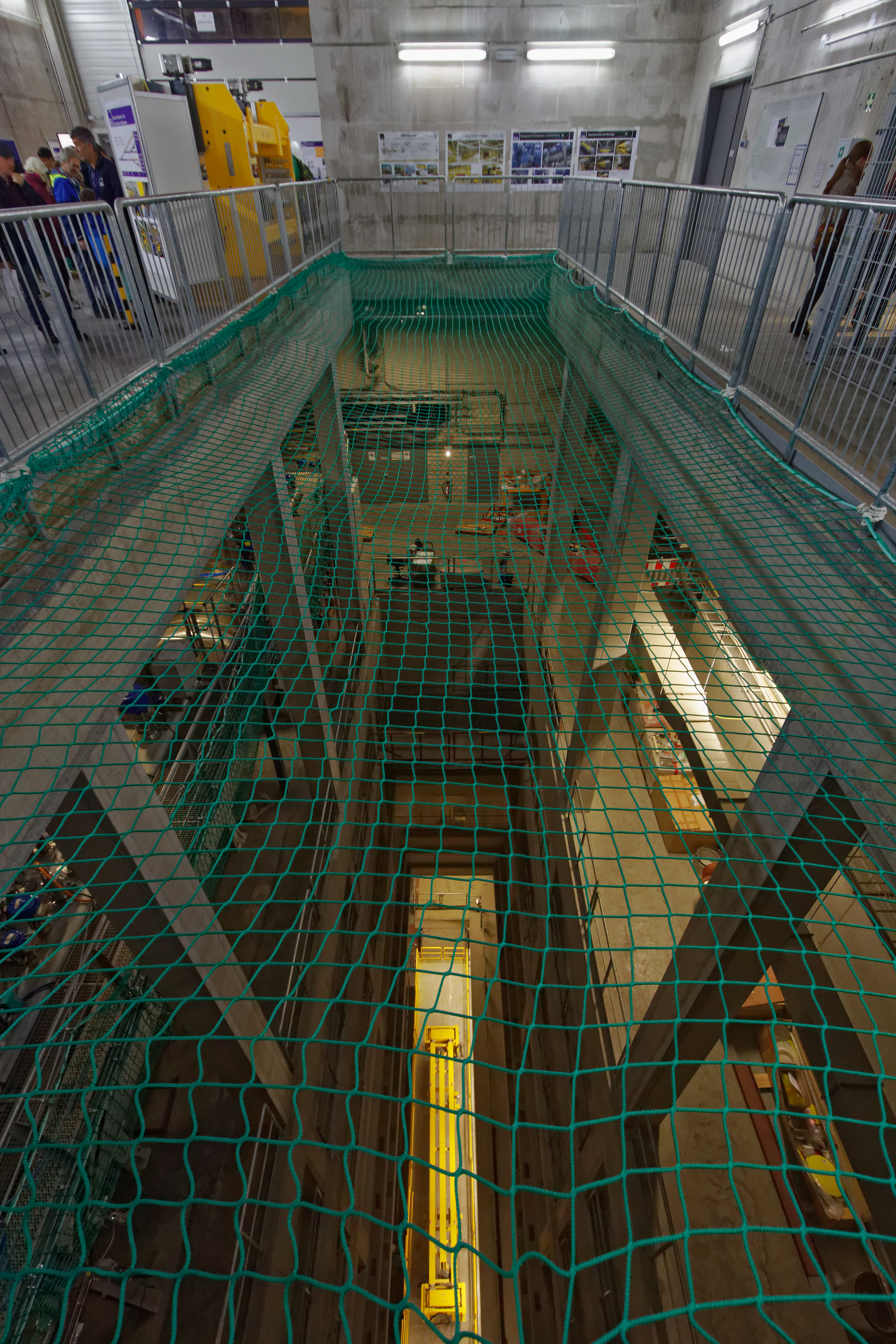
Halle Bahrenfeld, Schacht mit Fallschutznetz
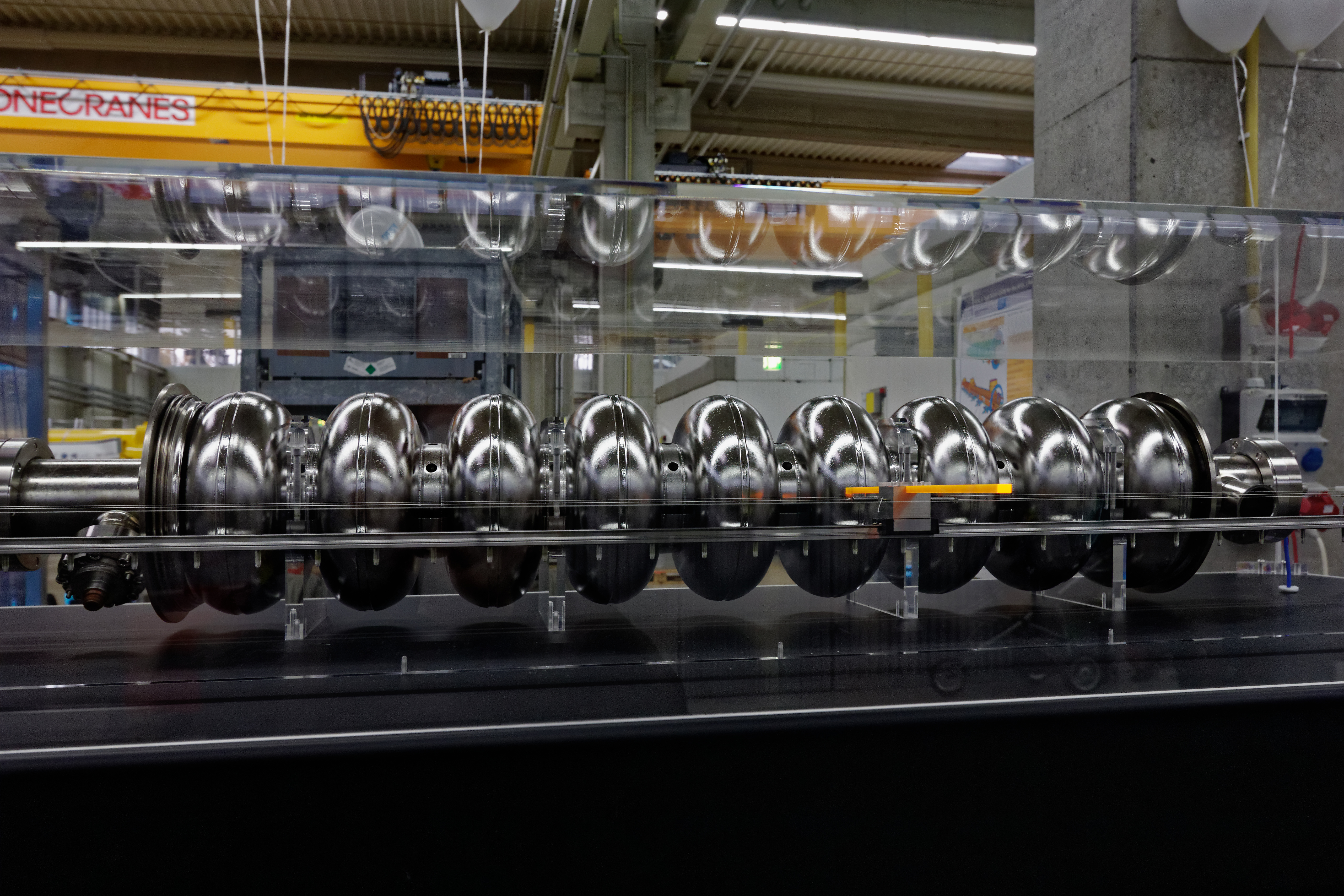
Hochfrequenzresonator in Ausstellungsvitrine
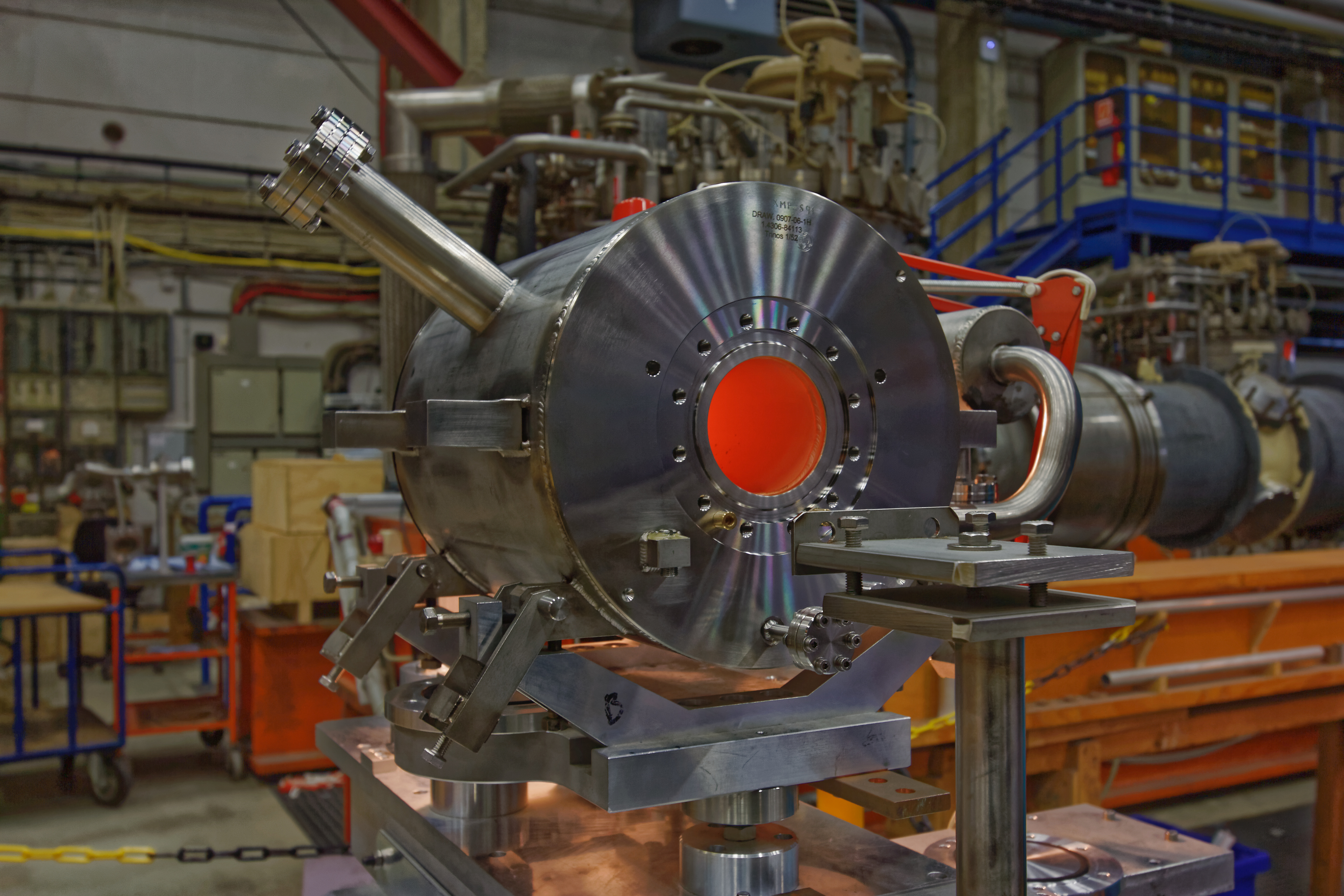
Beschleunigermagnet
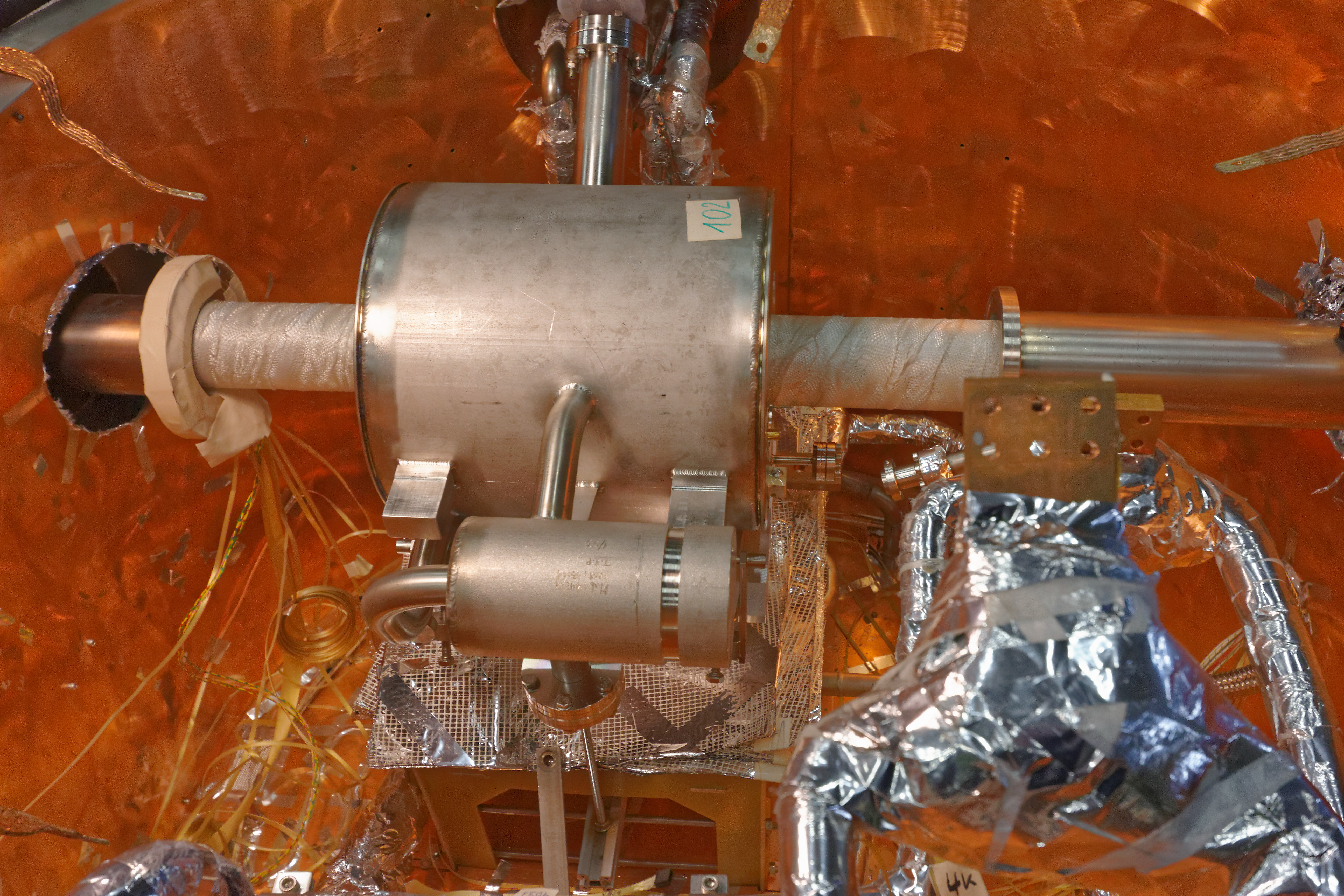
Beschleunigermagnet, Test
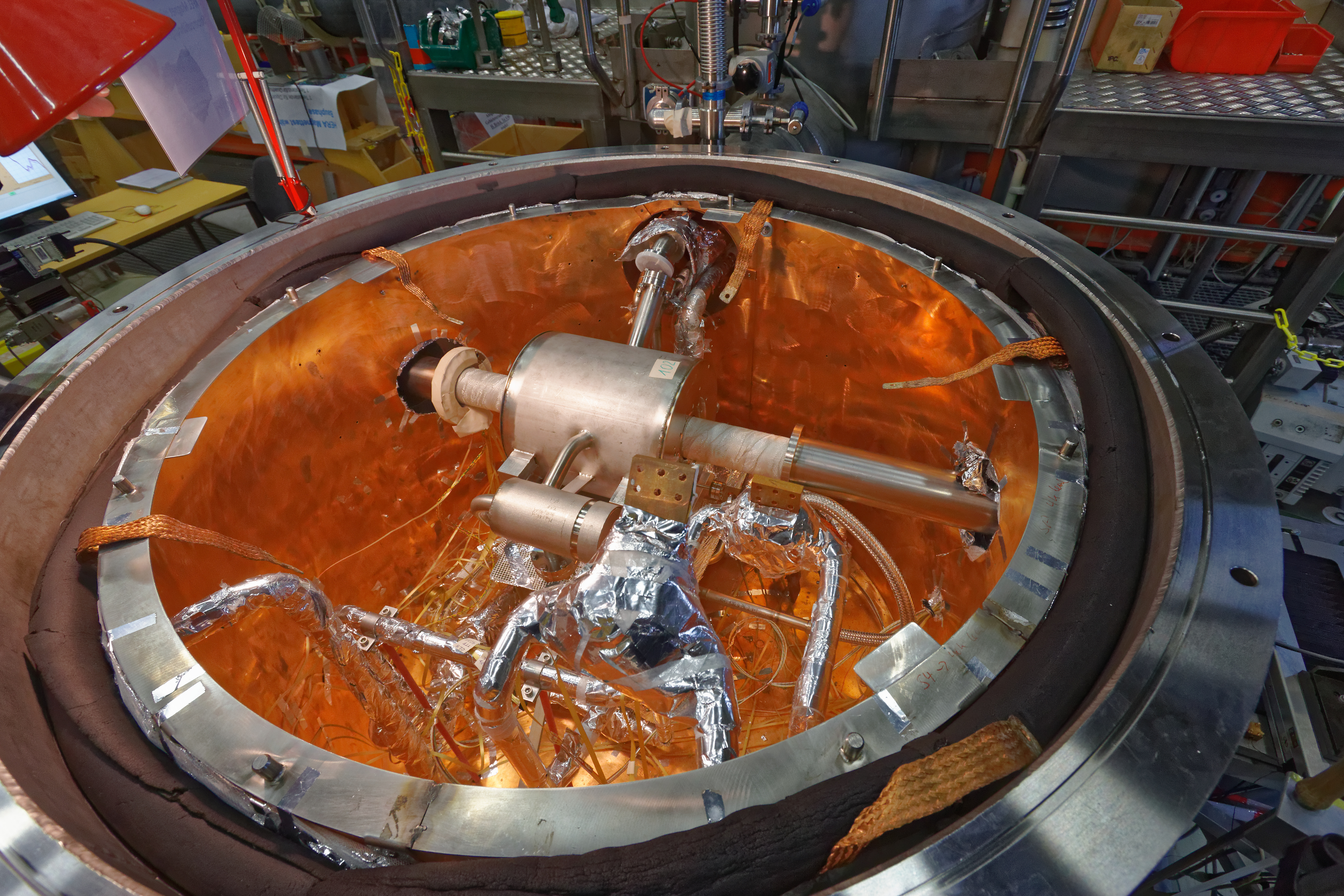
Beschleunigermagnet, Test
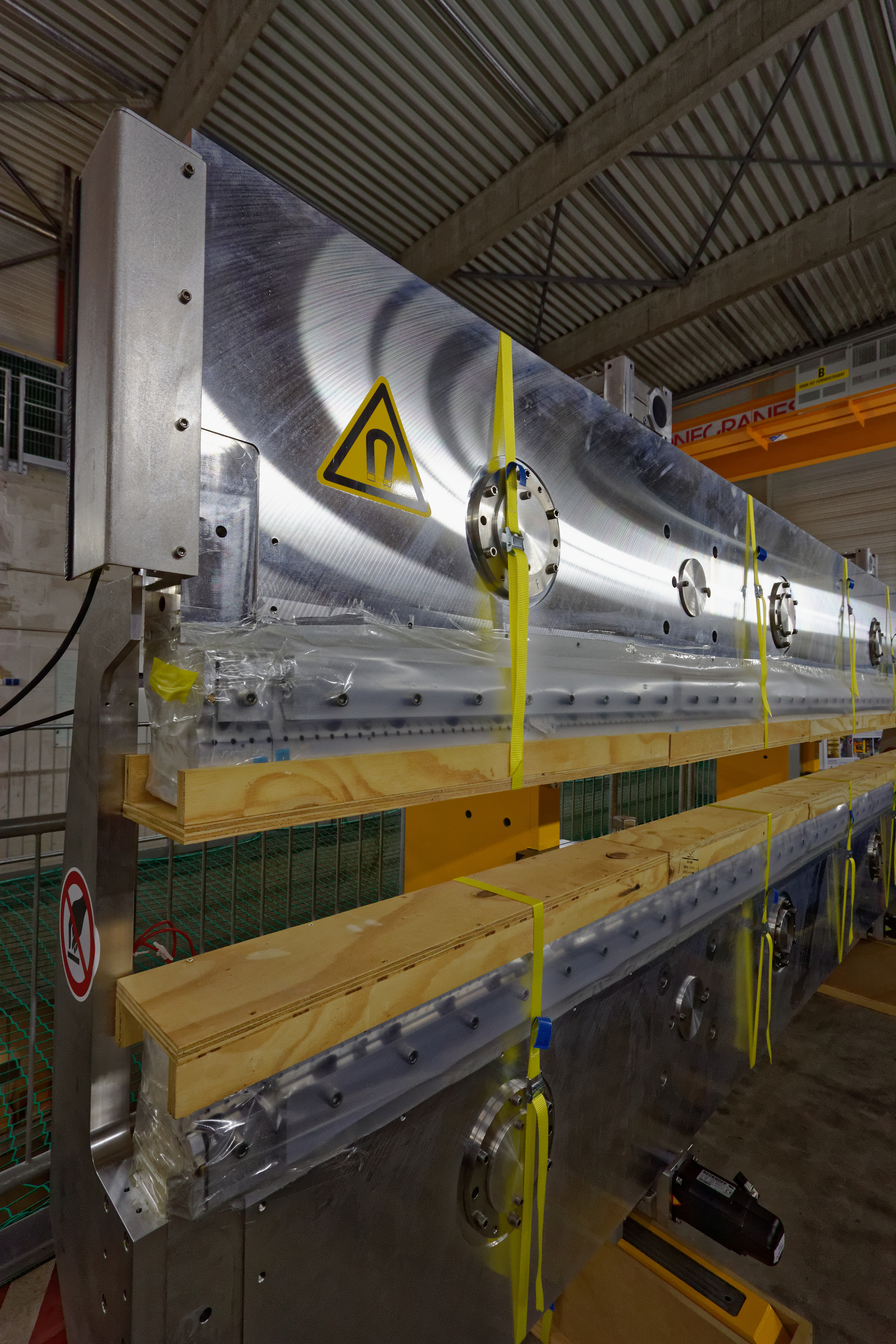
Undulator, Pole mit Holz abgedeckt, Warnzeichen Magnetfeld